# Vesmír
Vesmír – czeskie czasopismo popularnonaukowe wydawane od 1871 roku.
Według stanu na 2021 r. funkcję redaktora naczelnego pełni Ondřej Vrtiška.